# 水野美紀
水野 美紀（みずの みき、1974年〈昭和49年〉6月28日 - ）は、日本の女優。三重県四日市市出身。オフィス・モレ所属。演劇ユニット「プロペラ犬」主宰。夫は俳優兼イラストレーターの唐橋充。

## 来歴・人物
福岡市立城南中学校、日出女子学園高等学校卒業、明治学院大学文学部英文学科中退。

### 生い立ち
香川県で生まれる。血液型不適合妊娠により出生し、「生死の境をさまよった」。「自身の血液を半分抜き、そこに酒もタバコもやらないB型の健康な20歳前後の人の血液を輸血しなくてはならない状況」となったが、町内の輸血の呼びかけに100人ほどが集まり、うち2人の男性の血液がその条件に合うと判明する。その結果、心臓が強かったことが幸いし、奇跡的に一命を取り留めた。当時医師には「6歳までは脳に障害が出ることもあるので安心できない」と告げられたが、大病することなく成人した。後年、血液を提供した男性の1人を訪ね、直接感謝の言葉を述べている。2011年6月7日に高松市で行われた映画『花子の日記』PRイベントでもこのことに触れ、祖父母が現在も高松市在住であり、幼少の頃から女木島で海水浴を楽しむなど、現在でも縁の深い場所だと述べている。
香川県から転居し、小学校5年生まで三重県四日市市で過ごす。小学校6年生の春に福岡県福岡市城南区に転居し、中学卒業まで在住する。小学6年生の時に漫画『ガラスの仮面』を読んで、舞台に憧れるようになった。作品に描かれた舞台の持つ華やかさとその背後にある厳しさの両方に惹かれたという。また、小学校6年生から中学1年生までの2年間ほど、友人の父親の道場で少林寺拳法を習っていた。その経験は大きく、上京後も倉田アクションクラブに通って本格的にアクションの修行を積み、アクション女優としての仕事も行うようになった。

### 芸能活動
1987年、中学1年生の時に「第2回 東鳩オールレーズンプリンセスコンテスト」に出場し、準優勝。同オーディションがきっかけで俳優・大野しげひさが社長を務める芸能事務所のグリーンプロモーションにスカウトされ、芸能活動を開始。当初は当時住んでいた福岡県から通いながら雑誌のモデルやCMに出演していたが、中学卒業と同時に上京し、本格的にキャリアをスタートさせる。
1992年、化粧品「コーセー ルシェリ」のCMで俳優・唐沢寿明と共演し、「ねェ、チューして」という水野の台詞が話題を呼び、第9回新語・流行語大賞の銀賞を受賞した。このCM撮影の際、事務所は実際のキスシーンがあることは知らされておらず、CMスタッフは初めから事後承諾で押し切るつもりだったようである。これについて水野は後年、現場に入るとスタッフがみんな薄ら笑いを浮かべていて、詳細を知らされ驚いたがとりあえずそのまま撮影に臨み、後で事務所に怒られたと述懐している。またこの年、『素敵な身勝手 / 瞬間KISS』で歌手デビューも果たした。
同年6月1日より、スーパーファミコンソフト『ストリートファイターII』のCMに春麗役として出演する。ロケーション場所はアメリカのデスバレーやダウンタウンであり、ロサンゼルス暴動と重なった影響で中々撮影許可が下りなかったようである。ロケーション場所に着いたのは5月3日だが、その日の夜まで外出禁止令が出ていた。「空港からホテルまでの道に、暴動の跡がいくつもあって恐かったです。」と述べている。「街はビリビリした雰囲気で、私や他のスタッフも気合が入り過ぎちゃったようですね」と述べている。歌手デビューも決まり、歌に芝居にと意欲的に活動していた。1993年、HIPPON SUPER!編『ストリートファイターIIターボのすべて』の表紙を飾った。
1994年、グリーンプロモーションの閉鎖に伴い、芸能事務所をバーニングプロダクションに移籍。その後はゴールデンタイムのテレビドラマにも出演するようになり、1997年放送のドラマ『踊る大捜査線』シリーズに柏木雪乃役で出演し、幅広い世代に認知された。2001年に『女子アナ。』で連続ドラマ初主演を果たして以降は順調に女優としての地位を確立していく。
2005年、バーニングプロダクションから独立し、個人事務所オフィス・モレを設立。同年12月1日に「628DRIVE 水野美紀オフィシャルサイト」を開設、名称の「628」は水野の誕生日にちなんだもの。
2007年、演劇ユニット「プロペラ犬」を、作家・楠野一郎との共同主宰によって設立した。また同年には自身がデザイナーを務めるブランド、「サード・ファクトリー（Third Factory）」を始め、以降、カバンを中心に作品を発表し続けている。2009年秋には、『コースト・オブ・ユートピア - ユートピアの岸へ』に出演。初めての蜷川幸雄演出・翻訳劇・シアターコクーン出演となった。
2011年公開の映画『恋の罪』では初のフルヌードシーンに挑戦している。本人曰く、「これまでのイメージを覆したかった」。
2016年6月に俳優兼イラストレーターの唐橋充と結婚していたことが、同年10月に報じられた。同年12月には第1子妊娠との報道がなされ、2017年3月3日に放送されたドラマ『奪い愛、冬』（テレビ朝日）最終回の副音声の中では、本人が妊娠を認める発言をしている。同年7月26日、インスタグラムを通じて、第1子出産を報告した。出産は「和室で紐を引っ張りながら産む方法」を選んだことを後に明かしている。
2009年より読売テレビで映画情報を扱う冠番組『水野美紀の映画美味（デリシャス）』が放送開始。2015年からは『水野美紀の映画生活（シネマライフ）』にリニューアルされ、2021年からは読売テレビのYouTubeチャンネルでオリジナル動画の配信を開始、2023年からは単独のYouTubeチャンネルを開設している。

## 人物
- 趣味は写真。友達に誘われて行ったヤリイカ釣りをきっかけに釣りを趣味の一つとしており、イカ釣りの他ヒラメ釣りの経験もあるという[注 4]。特技はアクションと英語、マーシャルアーツを習っている。
- 普通自動二輪免許を所有している[要出典]。

## 出演
※役名が太字は主演。

### テレビドラマ
- 地球戦隊ファイブマン 第39話「愛を下さい」（1990年11月23日、テレビ朝日） - ミリア星人ソーラ 役（※女優デビュー作）
- 月曜・女のサスペンス サーカスの惨劇（1990年11月26日、テレビ東京）
- 雪の蛍（1991年1月 - 3月、東海テレビ・フジテレビ）
- DRAMADOS きれいずきすぎ（1991年4月24日、関西テレビ）
- 月曜ドラマスペシャル 遠くまでいくんだ（1991年9月2日、TBS）
- 裏刑事-URADEKA- 第5話（1992年5月12日、テレビ朝日）
- 本当にあった怖い話 第8話「幽霊の棲む旅館」（1992年6月22日、テレビ朝日）
- 映画みたいな恋したい「ハードウェイ」（1993年1月23日、テレビ東京）
- 湘南女子寮物語（1993年7月 - 9月、テレビ朝日） - 山野早紀 役
- 真夜中を駆けぬける（1993年11月 - 12月、テレビ朝日） - チカ 役
- 水戸黄門 第22部 第28話（1993年11月22日、TBS） - 野田薗 役
- はぐれ刑事純情派 第7シリーズ 第1話（1994年4月6日、テレビ朝日） - 奈良本涼子 役
- ドラマBOX 君に伝えたい「溺れてみたい」（1994年6月19日、毎日放送） - 理恵 役
- ドラマスペシャル 素顔を抱きしめて（1994年9月17日、関西テレビ）
- 夢見る頃を過ぎても（1994年10月 - 12月、TBS） - 岡沢ひろみ 役
- ウンナン世界征服宣言 第112話 短編ドラマ「暑空が好き」（1994年11月11日、日本テレビ）
- はぐれ医者・お命預かります!（1995年1月 - 3月、テレビ朝日） - おみつ 役
- エリアコードドラマ092 花吹雪ヤンママ温泉（1995年4月 - 6月、福岡放送）
- 金曜日の離婚したい妻たちへ（1995年4月7日、TBS）
- 月曜ドラマスペシャル 親子弁護士の探偵帖1（1995年6月12日、TBS） - 大野あずみ 役
  - 親子弁護士の探偵帖2（1996年7月22日）
  - 親子弁護士の探偵帖3（1997年10月13日）
- 恋人よ（1995年10月 - 12月、フジテレビ） - 渡辺美緒 役
- Age,35 恋しくて（1996年4月 - 6月、フジテレビ） - 桜井弥生 役
- TOKYO23区の女 第7話「千代田区の女」（1996年5月17日、フジテレビ）
- 翼をください!（1996年7月 - 9月、フジテレビ） - 三井麻実 役
- ナチュラル 愛のゆくえ（1996年10月 - 12月、読売テレビ・日本テレビ） - 鷲頭カンナ 役
- 踊る大捜査線（1997年1月 - 3月、フジテレビ） - 柏木雪乃 役
  - 踊る大捜査線 特別篇 湾岸署事件ファイル（1997年12月29日）
  - 踊る大捜査線 歳末特別警戒スペシャル（1997年12月30日）
  - 湾岸署婦警物語 初夏の交通安全スペシャル（1998年6月19日）
  - 踊る大捜査線 秋の犯罪撲滅スペシャル（1998年10月6日）
  - 踊る大捜査線 秋の犯罪撲滅スペシャル完璧版（1998年12月22日）
- 職員室（1997年7月 - 9月、TBS） - 本田江津子 役
- ベストパートナー（1997年10月 - 12月、TBS） - 篠原絵里 役
- HOTEL シリーズ in ハワイ（1998年4月 - 6月、TBS） - メアリー・J・イトウ 役
- 彼女との時代（1998年4月11日、テレビ朝日） - アキ 役
- サラリーマン金太郎（1999年1月 - 3月、TBS） - 矢島明美／相原瞳 役
  - サラリーマン金太郎 超ド迫力! 秋の2時間スペシャル（1999年10月3日）
  - サラリーマン金太郎スペシャル（2002年1月4日）
- 彼女たちの時代（1999年7月 - 9月、フジテレビ） - 太田千津 役
- TEAM（1999年10月 - 12月、フジテレビ） - 丹波綴 役
  - TEAM スペシャル1（2000年11月3日）
  - TEAM スペシャル2（2001年10月5日）
  - TEAM スペシャル3（2002年9月20日）
  - TEAM スペシャル4（2003年9月26日）
- ビューティフルライフ（2000年1月 - 3月、TBS） - 田村佐千絵 役
- 世にも奇妙な物語 春の特別編 (2000年)「冷やす女」（2000年3月27日、フジテレビ） - 主演・キョウコ 役
- 花村大介（2000年7月 - 9月、関西テレビ・フジテレビ） - 高村弥生 役
  - 花村大介スペシャル ナースを救え!!（2001年1月2日）
- オヤジぃ。（2000年10月 - 12月、TBS） - 神崎小百合 役
- 慎吾ママドラマスペシャル おっはーは世界を救う（2001年1月8日、フジテレビ）
- 女子アナ。（2001年1月 - 3月、フジテレビ） - 主演・大月真琴 役（※連続テレビドラマ初主演作）
- 恋がしたい恋がしたい恋がしたい（2001年7月 - 9月、TBS） - 羽田藍 役
- 恋人はスナイパー（2001年10月11日、テレビ朝日） - 主演・円道寺きなこ 役（内村光良とのW主演）
  - 恋人はスナイパー EPISODE2（2002年12月24日）
- 江國香織クリスマスドラマ 温かなお皿（2001年12月25日、関西テレビ・フジテレビ） - 千春 役
- 初体験（2002年1月 - 3月、フジテレビ） - 主演・高梨真智 役
- しあわせのシッポ（2002年4月 - 6月、TBS） - 主演・松井美桜 役
- 大河ドラマ（NHK）
  - 武蔵 MUSASHI（2003年） - かつ 役
  - べらぼう〜蔦重栄華乃夢噺〜（2025年） - いね 役[24]
- お義母さんといっしょ（2003年1月 - 3月、フジテレビ） - 主演・荒巻たま代 役
- 恋文 〜私たちが愛した男〜（2003年10月 - 12月、TBS） - 竹原郷子 役
- ドリーム〜90日で1億円〜（2004年3月 - 5月、NHK） - 主演・小井戸千春 役
- 神経内科医匂坂俊介の事件カルテNo.1 ロックド・イン症候群 （2004年4月7日、BSフジ）
- 逃亡者 RUNAWAY（2004年7月 - 9月、TBS） - 尾崎カオル 役
- スロースタート（2007年1月27日・2月3日、NHK） - 谷口未散 役
- 碌山の恋（2007年2月3日、SBC制作・TBS） - 相馬黒光 役
- 即興ドラマ つかじの無我 12人の証言者（2007年4月3日、WOWOW）
- 柳生十兵衛七番勝負 最後の闘い（2007年5月10日、NHK） - 柳生笙 役
- ガリレオ 第五話（2007年11月12日、フジテレビ） - 矢島貴子 役
- てやんでいBaby（2008年3月 - 4月、WOWOW） - 富沢イク子 役
- 音女-OTOME-「カレーうどんのオトメ」「結婚式のオトメ」（2008年、テレビ朝日） - 主演
- 七瀬ふたたび（2008年10月 - 12月、NHK） - 漁藤子 役
- 空飛ぶタイヤ（2009年3月 - 4月、WOWOW） - 榎本貴和子 役
- 陽炎の辻スペシャル〜居眠り磐音 江戸双紙〜「海の母」（2010年1月1日、NHK） - お彩 役
- 相棒 Season 8 最終話（2010年3月10日、テレビ朝日） - 伊達香 役
- 古代少女隊ドグーンV（2010年12月15日・22日、毎日放送） - 貝マン 役
- 探偵Xからの挑戦状! Season3 ビスケット（2011年4月28日、NHK） - 姫宮あゆみ 役
- 高橋留美子劇場 第2章「運命の鳥」（2012年7月15日、NHK BSプレミアム） - 小暮さとみ 役
- MONSTERS 第7話（2012年12月2日、TBS） - 藤川美紗子 役
- 天の方舟（2012年12月 - 2013年1月、WOWOW） - 黒谷七波 役
- 白衣のなみだ 第一部「余命」（2013年4月、東海テレビ） - 主演・百田滴 役
- 空飛ぶ広報室（2013年4月 - 6月、TBS） - 柚木典子 役
- 事件救命医〜IMATの奇跡〜（2013年10月6日、テレビ朝日） - 紗弓真理 役
  - 事件救命医2〜IMATの奇跡〜（2014年6月15日）
- 海の上の診療所 第10話（2013年12月16日、フジテレビ） - 瀧山晴子 役
- チーム・バチスタ4 螺鈿迷宮（2014年1月 - 3月、関西テレビ・フジテレビ） - 桜宮小百合 役
- 家族狩り（2014年7月 - 9月、TBS） - 冬島綾女 役
- まっしろ（2015年1月 - 3月、TBS） - 岩渕恵 役
- アイムホーム（2015年4月 - 6月、テレビ朝日） - 野沢香 役
- 37.5℃の涙（2015年7月 - 9月、TBS） - 関めぐみ 役
- 土曜ワイド劇場 おとり捜査官 第19作（2015年9月12日、テレビ朝日） - 香坂凛 役
  - おとり捜査官 第20作（2017年7月6日）
- 逃げる女（2016年1月 - 2月、NHK） - 主演・梨江子 役[25][26]
- 家族ノカタチ（2016年1月 - 3月、TBS） - 永里恵 役[27]
- ラヴソング（2016年4月 - 6月、フジテレビ） - 宍戸夏希 役
- 望郷 「みかんの花」（2016年9月28日、テレビ東京） - 富田笙子 役
- 黒い十人の女（2016年9月 - 12月、読売テレビ・日本テレビ） - 如野佳代 役
- 勇者ヨシヒコと導かれし七人 第4話（2016年10月28日、テレビ東京） - 魔女 役
- 奪い愛、冬（2017年1月 - 3月、テレビ朝日） - 森山蘭 役[28]
- 刑事ゆがみ 第2話（2017年10月12日、フジテレビ） - 早杉千里 役
- FINAL CUT（2018年1月 - 3月、関西テレビ・フジテレビ） - 真崎久美子 役
- ラストチャンス 再生請負人（2018年7月 - 9月、テレビ東京） - 岡田十和子 役[29]
- 探偵が早すぎる（2018年7月 - 9月、読売テレビ・日本テレビ） - 橋田政子 役[30]
  - 探偵が早すぎるスペシャル（2019年12月13日・20日）
  - 探偵が早すぎる〜春のトリック返し祭り〜（2022年4月 - 6月）[31]
- あなたには渡さない（2018年11月 - 12月、テレビ朝日） - 矢萩多衣 役
- スローな武士にしてくれ〜京都 撮影所ラプソディー〜（2019年3月23日、NHK BSプレミアム） - 村田富士子 役
- ミストレス〜女たちの秘密〜（2019年4月 - 6月、NHK総合） - 野口友美 役
- 坂の途中の家（2019年4月 - 6月、WOWOW） - 安藤水穂 役
- 連続テレビ小説（NHK）
  - スカーレット（2019年9月30日 - 2020年3月28日） - 庵堂ちや子 役[32]
  - 風、薫る（2026年度前期放送予定） - 一ノ瀬美津 役[33]
- 絶対零度〜未然犯罪潜入捜査〜（2020年1月 - 3月、フジテレビ） - 香坂朱里 役[34]
- 浦安鉄筋家族（2020年4月 - 5月・8月 - 9月、テレビ東京） - 大沢木順子 役
- M 愛すべき人がいて 第2・6・7話（2020年4月25日・6月27日・7月4日、テレビ朝日） - 天馬まゆみ 役
- 真夏の少年〜19452020 （2020年7月 - 9月、テレビ朝日） - 柴山奈津子 役
- 日曜ワンダー! 実録ドラマ 3つの取調室 〜埼玉愛犬家連続殺人事件〜（2020年10月4日、フジテレビ） - 主演・藤波詩織 役[35]
- マネキン・ナイト・フィーバー（2020年10月 - 11月、日本テレビ） - 招黄永遠 役
- 極主夫道 第9話（2020年12月6日、読売テレビ・日本テレビ系） - お京 役[36]
- にじいろカルテ （2021年1月 - 3月、テレビ朝日） - 緑川嵐 役[37]
- コールドケース3〜真実の扉〜 第8話（2021年1月30日、WOWOW） - 真辺由紀 役
- 神様のカルテ 第三夜（2021年2月22日、テレビ東京） - 小幡奈美 役
- カラフラブル〜ジェンダーレス男子に愛されています。〜（2021年4月 - 6月、読売テレビ・日本テレビ系） - 鉄本あさひ 役[38]
- 超速パラヒーロー ガンディーン（2021年6月26日 - 7月10日、NHK総合） - ラルー 役[39]
- ボクの殺意が恋をした（2021年7月 - 9月、日本テレビ） - 綿谷詩織 役[40]
- 奪い愛、高校教師 第4話（2021年12月30日、ABEMA・テレビ朝日） - 森山蘭 役（クロスオーバー出演）
- 海の見える理髪店（2022年3月31日、NHK BS8K / 5月9日、NHK BSプレミアム） - 店主の2番目の妻 役
- 異世界居酒屋「のぶ」 Season2（2022年5月27日 - 7月29日、WOWOWプライム） - イングリド 役[41]
- 運命警察（2022年7月13日 - 8月31日、テレビ東京） - ゼロ 役[42]
- 魔法のリノベ 第2話（2022年7月25日、関西テレビ・フジテレビ） - 河内千聖 役
- 星降る夜に（2023年1月 - 3月、テレビ朝日） - 北斗千明 役[43]
- 合理的にあり得ない〜探偵・上水流涼子の解明〜 第4話・第5話（2023年5月8日・15日、関西テレビ・フジテレビ） - 愛原樹里亜 役[44]
- となりのナースエイド（2024年1月10日 - 3月13日、日本テレビ） - 片岡晴美 役[45][46]
  - となりのナースエイドSP2025（2025年1月11日、日本テレビ）[47]
- 離婚しない男-サレ夫と悪嫁の騙し愛-（2024年1月20日 - 3月16日、テレビ朝日） - 財田トキ子 役[48]
- パーセント（2024年5月11日 - 6月1日、NHK総合・NHK BSプレミアム4K） - 長谷部由美 役[49]
- ビリオン×スクール（2024年7月5日 - 9月13日、フジテレビ） - 東堂真紀子 役[50]
- フォレスト（2025年1月12日 - 3月2日、朝日放送テレビ・テレビ朝日） - 篠田塔子 役[51]
- 奪い愛、真夏（2025年7月18日 - 、テレビ朝日） - 海野三子 役[52]

### 映画
- シュート!（1994年） - 遠藤一美 役
- 雷電（1994年） - 高梨彩 役
- 熱血ゴルフ倶楽部（1994年） - 須田直子 役
- 大失恋。（1995年） - 奈美 役
- ガメラ2 レギオン襲来（1996年） - 穂波碧 役
- 踊る大捜査線シリーズ - 柏木雪乃 役
  - 踊る大捜査線 THE MOVIE（1998年）
  - 踊る大捜査線 THE MOVIE 2 レインボーブリッジを封鎖せよ!（2003年）
  - 交渉人 真下正義（2005年）
  - 踊る大捜査線 THE FINAL 新たなる希望（2012年）
- サラリーマン金太郎（1999年）
- 現実の続き 夢の終わり（2000年）[53] - 加奈子 役
- 千里眼（2000年） - 主演・岬美由紀 役
- 恋人はスナイパー 劇場版（2004年） - 主演・円道寺きなこ 役（内村光良とのW主演）
- 口裂け女（2007年） - 松崎タエコ（口裂け女） 役
- 図鑑に載ってない虫（2007年） - 美人編集長 役
- 真・女立喰師列伝（2007年） - バーボンのミキ 役
- あの空をおぼえてる（2008年） - 深沢慶子 役
- 刀狩るもの 二本松の冒険（2008年） - 藤冴子 役
- ジャージの二人（2008年） - 息子の妻 役
- ハード・リベンジ、ミリー（2008年、監督・辻本貴則） - ミリー 役
- 斬〜KILL〜 / キリコ（2008年、監督・辻本貴則） - 短編4本のうち「キリコ」に出演
- ハード・リベンジ、ミリー ブラッディ・バトル（2009年、監督・辻本貴則） - ミリー 役
- さそり 蠍子-SASORI-（2009年、監督・馬偉豪〈ジョー・マー〉） - 松島ナミ 役
- 火天の城（2009年、監督・田中光敏） - うね 役
- 花子の日記〜ビーフのキョーフ物語〜（2010年） - タクヨ 役
- KARAKURI (2010) 短編20分
- WAYA! 宇宙一のおせっかい大作戦（2011年） - 高島冴子 役
- 恋の罪（2011年、監督・園子温） - 主演・吉田和子 役
- Dead Mine（2012年、インドネシア映画） - Rie 役
- 6月6日 / FINAL EPISODE『Dead Planet 死せる惑星』（2013年、監督・石田肇） - ジャッキー 役
- 俺はまだ本気出してないだけ（2013年、監督・福田雄一） - 宮田の妻 役
- あん（2015年） - ワカナの母 役
- おじいちゃん、死んじゃったって。（2017年） - 薫 役
- 阿修羅少女〜BLOOD-C異聞〜 （2017年） - 木蓮 役
- オボの声（2018年）
- 宇宙でいちばんあかるい屋根（2020年、監督・藤井道人） - 山上ひばり 役
- ウルトラマンアーク THE MOVIE 超次元大決戦！光と闇のアーク（2025年、監督・辻󠄀本貴則） - レポ星人の声[54][55]

### 舞台
※水野が主宰する演劇ユニットプロペラ犬については、プロペラ犬を参照のこと。
- 劇団☆新感線
  - 「アテルイ」（2002年8月5日 - 8月29日） - 鈴鹿 / 叙明丸 役
  - 「髑髏城の七人〜アカドクロ」（2004年4月17日 - 6月6日） - 無界屋蘭兵衛 役
- 阿佐ヶ谷スパイダース「桜飛沫」（2006年2月10日 - 3月5日） - タネ 役
- PARCO+リコモーション「開放弦」（2006年7月14日 - 8月15日） - 恵子 役
- パルコ・プロデュース公演「Love 30〜女と男と物語〜」（2006年11月3日 - 11月30日）※「スパイス・イン・ザ・バスケット」に出演。
- M&O plays+PPPPプロデュース「ワンマン・ショー」（2007年6月7日 - 6月27日） - 青井紫 役
- PIPER結成10周年公演「ひーはー」（2007年7月26日 - 9月2日） - 絵里子 役
- ナイロン100℃「神様とその他の変種」（2009年4月17日 - 5月31日） - サクライ 役
- 「コースト・オブ・ユートピア - ユートピアの岸へ」（2009年9月12日 - 10月4日）[18] - ナタリー・ゲルツェン 役
- 「カエサル -「ローマ人の物語」より-」（2010年10月3日 - 10月27日） - アリス 役
- 「太陽に灼かれて」（2011年7月 - 8月、天王洲 銀河劇場 他） - マルーシャ 役
- 「ゲゲゲの女房」（2011年9月29日 - 10月7日） - 主演・村野布子 役（渡辺徹とのW主演）
- 入江雅人グレート5人芝居「デスペラード」（2015年5月16日 - 5月20日）
- かくたすのいるところ旗揚げ公演「オオカミとイヌ」（2015年7月8日 – 7月12日）脚本　初演出
- KERA MAP #006「グッドバイ」（2015年9月12日 - 9月27日）第23回読売演劇大賞 最優秀作品賞受賞
- かくたすのいるところ「アンダードッグ」脚本・演出
- 「されど、」（2016年8月4日 – 8月7日）脚本での参加
- ナイロン100℃ 「ちょっと、まってください」（2017年11月 - ）
- シス・カンパニー 「ヘッダ・ガブラー」（2018年4月 - ） - エルヴステード夫人 役
- 福澤重文・宮下貴浩×劇作家　第三回公演「とても親密な見知らぬ人」（2019年11月27日 - 12月4日）脚本・演出担当
- ケムリ研究室
  - ベイジルタウンの女神（2020年9月13日 - ） - ハム 役
  - 眠くなっちゃった（2023年10月7日 - ） - シグネ 役
- 水野美紀 × 矢島弘一　舞台『2つの「ヒ」キゲキ』（2021年10月7日 - 10月14日）脚本・演出・出演
- 演劇ユニット・プロペラ犬
  - 旗揚げ公演 「マイルドにしぬ」（2007年11月27日 - 12月13日）
  - 第2回公演「ジャージマン」（2008年11月27日 - 12月8日）
  - 第3回公演「サボテニング」（2009年11月26日 - 12月19日）
  - 公演「演劇ロックIN赤阪BLITZ プロペラ犬×筋肉少女帯 アウェーインザライフ」（2010年6月4日 - 6月25日）
  - 第4回公演「ネガヒーロー」（2012年1月20日 - 1月29日）脚本・出演
  - 第5回公演「やわらかいパン」（2013年10月30日 − 11月6日）脚本・出演
  - 第6回公演　プロペラ犬×時速２４６億スペシャルコラボ公演「ハッピーセット」（2014年7月13日 - 8月3日）脚本・出演
  - 第7回公演「珍渦虫」（2016年10月27日 - 11月8日）脚本・演出・出演
  - 第8回公演「僕だけが正常な世界」（2022年12月16日 - 12月25日）脚本・演出・出演
- マーダーミステリーシアター「殺意の代償」（2025年3月15日）[56]
- BACK TO THE MEMORIES PART5（2025年6月19日 -  7月9日）[57]
- 礎の響〜SEKIGAHARA〜（2025年9月9日 - 11日〈予定〉） - 伊邪那岐 役[58]

### オリジナルビデオ
- くノ一忍法帖（1991年） - お喬 役
- くノ一忍法帖 II 聖少女の秘宝（1992年）- ジュスタお笛 役
- アルティメット・クライシス 金田一智子のア・ブ・ナ・イ仕事 （1995年） - 金田一智子 役

### Webドラマ
- トンズラファイブ（2009年） - ナナミ 役
- 奪い愛、夏（2019年8月 - 9月、AbemaTV） - 主演・花園桜 役

### その他

#### テレビ番組
- 水野美紀の映画美味（シネマデリシャス）（2009年4月3日 - 2015年3月27日、読売テレビ）[59]
  - 水野美紀の映画生活（シネマライフ）（2015年4月3日 - 、読売テレビ）[60][61]
- 女優・水野美紀が語るガメラ（2010年2月2日 - 4月、ファミリー劇場）
- ボイズンガルズ（朝日放送）
- ウッチャンナンチャンのやるならやらねば!（フジテレビ）
- トウキョウリラックス（BS朝日） - メインMC
- NHKスペシャル 「私が"世界一"の美女をつくる」（2008年9月22日、NHK総合） - ナレーション
- 日本怪談百物語 その弐（2010年8月16日、NHK総合） - 朗読
- にっぽん紀行「ぼくたちの相撲ねえちゃん〜長野・木曽町〜」（2010年9月21日、NHK総合） - 案内人（語り）
- バカヂカラ（2010年12月6日、TOKYO MX）
- ハイビジョン特集「水野美紀 中国 太極拳の神髄を求めて」（2011年9月17日、NHK総合）[62]
- 絶対に笑ってはいけない熱血教師24時未公開SP（2013年1月8日、日本テレビ）
- ファミリーヒストリー「水野美紀〜北の大地、女たちが下した決断〜」（2013年1月14日、NHK総合）[63]
- 演劇人は、夜な夜な、下北の街で呑み明かす…（2016年4月、BSスカパー!）
- 得する人損する人（2018年5月17日 - 9月13日、日本テレビ）
- 新美の巨人たち（谷内六郎「上總の町は貨車の列 火の見の高さに海がある」）（2019年10月19日、テレビ東京） - Art Traveler
- 突然ですが占ってもいいですか?（2020年4月15日 - 、フジテレビ） - フォーチュンウォッチャー[64]
- 企業満足度調査員 忖度ナシ蔵＆ナンシー（2021年4月14日、テレビ朝日） - 忖度ナンシー（調査員）
  - 企業満足度調査員 忌憚ナク蔵＆ナンシー（2021年8月11日・2022年10月15日、テレビ朝日） - 忌憚ナンシー（調査員）
  - 企業満足度調査員 忌憚ナク蔵&ナンシー&ナシ太郎（2021年9月28日、テレビ朝日） - 忌憚ナンシー（調査員）
- 〜夢のオーディションバラエティー〜Dreamer Z（2022年2月20日 - 、テレビ東京） - 人生で一度くらいドラマの主役をやってみたい人オーディション審査員
- ドーナツトーク（2022年4月3日 - 、TBS） - MC
- news zero（2024年7月2日 - 9月24日〈予定〉、日本テレビ） - 火曜パートナー

#### WEB配信
- 田中圭24時間テレビ（2018年12月15日 - 12月16日、AbemaSPECIAL2） - 主婦 役[65]
- ザ・マスクド・シンガー（2021年9月3日 - 10月15日、Amazon Prime Video） - ローズ 役
- 水野美紀の映画生活（シネマライフ）YouTube（2021年9月4日 - 、YouTube「読売テレビ」）

### ラジオ
- 水野美紀今夜もフォーエバー（文化放送）
- 水野美紀ふたりのアトリエ（文化放送）
- 水野美紀のNEC Web station（TFM）
- ラジオドラマBITTER SWEET CAFE・マイルドにしぬ前に（ニッポン放送） - 水野美紀 役
- ラジオ劇団・小さな奇跡（TFM）- 2009年6月の主演（2009年6月1日-6月30日、全18回）
- 是か、非か。映画『冷たい熱帯魚』緊急特番！その男、園子温（TFM、2011年1月30日） - 聞き手
- つながるラジオ ラジオ井戸端会議『今こそ女子のヒーローを語ろう』（NHKラジオ第一）

### CM
- アートネイチャー
- KOSE ファンデーション ルシェリ
- カプコン スーパーファミコン『ストリートファイターII』 - 春麗 役、同『ストリートファイターII' TURBO』 - 春麗 役（1991年 - ）
- シヤチハタ ネームペン アートライン
- イーオン（2003年 - 2005年1月）
- 花王 ソフィーナ（2005年 - ）
- 森下仁丹 ココカル、ECカロチン
- サントリー 中国緑茶
- エスエス製薬 エスタックイブ、エスタックイブFT
- 東芝 洗濯機
- ソニー スゴ録
- 日本コカ・コーラ アクティブダイエット
- 三井生命
- 南都銀行
- 黄桜酒造
- 使用済自動車の再資源化等に関する法律（自動車リサイクル法）
- 近鉄『伊勢神宮初詣』（1993年 - 1994年1月）
- アクティブインターシティ広島 - イメージキャラクターとして出演
- 宮崎本店
- キリン ビターズ
- ロート製薬 DEOCO.シリーズ、Auna、Vロートコンタクトプレミアム
- ブラザー販売、ブラザー工業
- キッコーマンソイフーズ

### PV出演
- DEEN「Negai feat.ミズノマリ」（2009年11月4日リリース）

## 受賞歴
- 2000年 
  - 第24回ザテレビジョンドラマアカデミー賞 助演女優賞（『ビューティフルライフ』）[66]
  - 第10回TV LIFE年間ドラマ大賞 助演女優賞（『ビューティフルライフ』）[67]
- 2001年 
  - 第28回ザテレビジョンドラマアカデミー賞 主演女優賞（『女子アナ。』）[68]
- 2014年
  - ジャパンアクションアワード2014 ベストアクション女優賞 最優秀賞（『BUSHIDOMAN』）[69][70]
- 2020年
  - 第6回Women of Excellence Awards スペシャリスト部門

## 作品

### シングル
- 素敵な身勝手 / 瞬間KISS（1992年9月26日、キング）[11] - c/w 「シヤチハタ・ネームペン」CMソング[9]
- 色づく街 / It's right time（1994年11月23日、キング）[12] - 南沙織のカバー。南沙織版は「色づく街」参照。「シヤチハタ・アートライン」CMソング[9]

### 映像作品
イメージDVD
- 水野美紀です。（2009年5月22日、イーネット・フロンティア）

## 書籍
- ドロップ・ボックス（2005年3月11日、集英社）ISBN 978-4-08-780408-9
- 私の中のおっさん（2013年3月22日、角川書店）ISBN 978-4-04-110424-8
- 水野美紀の子育て奮闘記 余力ゼロで生きてます。（2019年11月20日、朝日新聞出版）ISBN 978-4-02-251648-0
- 水野美紀の子育て奮闘記 今日もまた 余力ゼロで生きてます。（2022年9月20日、朝日新聞出版）ISBN 978-4-02-251860-6

### 共著
- プロペラ犬の育て方（楠野一郎、2008年11月、創英社） ISBN 978-4-434-12539-3

### Web連載
- 子育て奮闘記「余力ゼロで生きてます」（2018年7月 - 2019年5月、AERA dot.）
- 子育て女優の繁忙記「続・余力ゼロで生きてます」（2019年6月 - 、AERA dot.）

### 写真集
- くノ一忍法帖（1991年8月、近代映画社）ISBN 4-7648-1673-3 共演：白島靖代、葉山レイコ、丘咲ひとみ、小松美幸
- Bon voyage（1991年12月、TIS）ISBN 4-88618-022-1
- Wish（1997年7月、ワニブックス、撮影：山岸伸）ISBN 4-8470-2463-X
- 水野美紀です。（2009年4月25日、彩文館出版、撮影：松澤亜希子）ISBN 978-4-7756-0390-1
- 月刊NEO水野美紀（2011年11月25日、イーネット・フロンティア、撮影：藤代冥砂）ISBN 978-4-86205-855-3

## プロデュース業
2007年に、自身プロデュースの演劇ユニット「プロペラ犬」と、カバン中心のブランドTHIRD FACTORY（サード・ファクトリー）を立ち上げた。本項では、THIRD FACTORYについて詳述する。
- 女優業を「FIRST FACTORY」、文筆業を「SECOND FACTORY」、デザイナー業を「THIRD FACTORY」と脳内で区分けし、ブランド名を命名。
- ブランド立ち上げ以降、カバンを中心にデザインした作品を次々と発表している。このブランドは、銀座カレンとのコラボレートによるものである。

### THIRD FACTORY商品
- バッグ&ウォレット
  - WチェーンWパイプハンドバッグ（全3色。※2007年ブランド発表時発売）
  - シアターズバッグ（全3色。※2007年ブランド発表時発売）
  - メッセンジャーバッグ（全3色。※2007年ブランド発表時発売）
  - ユニセックス牛革ウォレット（初の本格的な小物商品。※牛革ブレス除く）
  - エコバッグ（コーヒーの麻袋を用いた商品。生地となる麻袋の模様がひとつずつ違う一点もの。）
  - エナメルトートバッグ（全5色）
  - エナメルボストンバッグ（全5色）
  - エナメルハンドバッグ（全5色）
  - 牛革エナメルカジュアルバッグ（全5色）
  - 牛革ショルダー（全5色。本格的なメンズ向け商品）
- アクセサリー
  - サクマ君携帯ストラップ（2009年11月までに5色発表。※2007年ブランド発表時発売はシルバーのみ）
  - 牛革ブレスレット（2008年11月までに2色発表）
  - 水野美紀さらっとこだわりチャーム（全3色）
  - 純銀製サクマ君チャーム/ペンダント
- 小物
  - 多機能コインケース
  - 名刺入れ
  - チェーン付パスケース
  - バッグハンガー（2009年9月までに2色発表）